# Protodiaspis didymus
Protodiaspis didymus är en insektsart som beskrevs av Mckenzie och Nelson-rees 1962. Protodiaspis didymus ingår i släktet Protodiaspis och familjen pansarsköldlöss. Inga underarter finns listade i Catalogue of Life.